# Didymodon pelichucensis
Didymodon pelichucensis là một loài rêu trong họ Pottiaceae. Loài này được R.S. Williams mô tả khoa học đầu tiên năm 1903.